# سان-بينينييه (آن)
سان-بينينييه (بالفرنسية: Saint-Bénigne)‏ هي بلدية فرنسية تقع في إقليم الآن. رمز إنسي لها هو:1337. أما الرمز البريدي لها فهو: 1190.